# Emil Ruder
Pour les articles homonymes, voir Ruder.
Emil Ruder (1914–1970), typographe, enseignant et graphiste suisse. Enseignant de typographie dès 1942 à l'école de design de Bâle (Allgemeine Gewerbeschule Basel), il contribue avec Armin Hofmann à l'établissement d'un style graphique connu comme le style suisse, qui connaît dans les années 1950 et 1960 un fort rayonnement international.

## Biographie
Emil Ruder naît à Zurich en 1914 dans une famille d'origine allemande. Son grand-père, né dans la région de Baden (Allemagne), a travaillé en Alsace dans le domaine de la teinture de textiles. C'est à Pfastatt qu'est née sa fille Elise Ruder, qui sera la mère d'Emil. La famille émigre à Zurich où le grand-père travaille comme maître-teinturier. C'est à Zurich qu'Elise donne naissance à Emil, le 20 mars 1914. 

### Apprentissage
En 1929, âgé de 15 ans, Emil Ruder débute un apprentissage de compositeur dans l'imprimerie Fabag (Fachschriftenverlag & Buchdruckerei AG) qu'il achève en 1933. Après avoir réussi son examen d'apprentissage, il continue de travailler dans cette entreprise pendant sept ans. Son projet à cette époque est de devenir musicien. Il joue le violon dans un ensemble amateur. 
En 1938, Ruder se rend pour une année à Paris, où il apprend le français au Cercle Commercial Suisse de Paris, et effectue des travaux graphiques en tant qu'indépendant. À la suite du déclenchement de la Seconde Guerre mondiale, il revient à Zurich, et reprend son emploi auprès de Fabag.
En 1941, alors âgé de 27 ans, Ruder décide de suivre un cours de spécialisation, et s'inscrit à la Kunstgewerbeschule de Zurich (école d'arts appliqués), dirigée alors par Johannes Itten. Ruder y suit pendant une année l'enseignement de Walter Käch et Karl Sternbauer, ainsi que les cours de calligraphie d'Alfred Willimann. Il obtient la note maximale dans toutes les branches.

### À l'école de Bâle

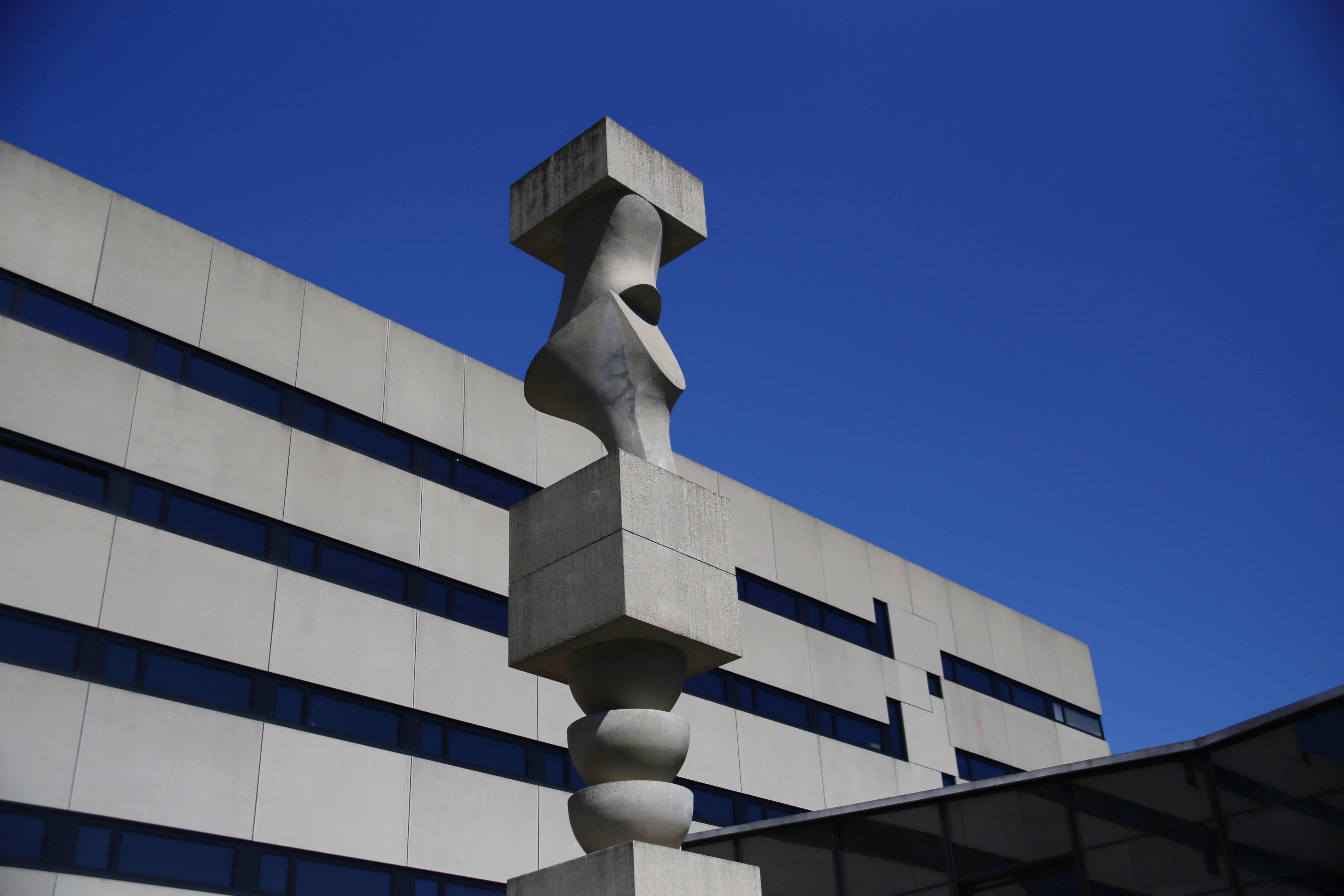
Bâtiment de l'Allgemeine Gewerbeschule, inauguré en 1961.

En 1942, Ruder apprend qu'un poste d'enseignant en composition typographique est mis au concours à l'école de design de Bâle (Allgemeine Gewerbeschule AGS). En concurrence avec 36 candidats (dont Max Caflisch), Ruder, âgé de 28 ans, parvient à convaincre le jury par sa maturité. En novembre 1942 il est nommé enseignant de typographie à l'AGS. Il exercera cette fonction pendant 24 ans. Il déclare en 1962 que son ambition dans cette école est de donner à la typographie un degré d'expression artistique similaire au graphisme.
En 1947, Ruder est nommé responsable du département des arts appliqués (Abteilung 3: Kunstgewerbliche Berufe). 

### Activité dans des organisations professionnelles

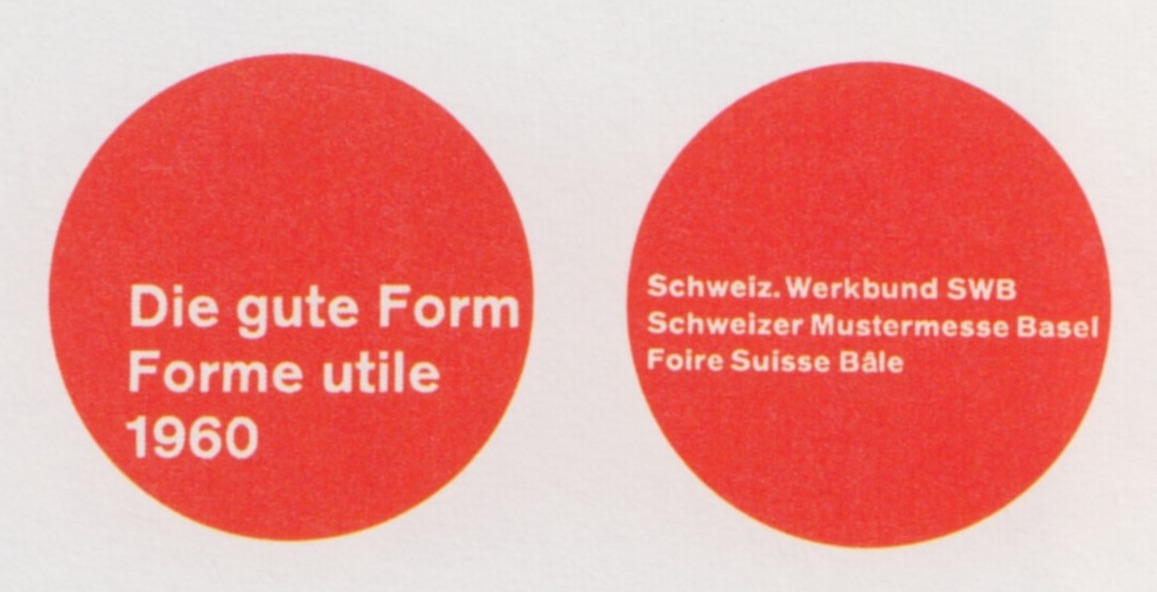
Signet conçu par Emil Ruder pour le SWB.

En 1948, Ruder prend une fonction organisationnelle (Obmann) dans le groupe régional bâlois du Schweizerischer Werkbund (SWB). En 1956, il devient membre du comité central du SWB, succédant à Georg Schmidt. En 1958, il rejoint l'organe exécutif (Geschäftsleitender Ausschuss) du SWB.
En 1959, Ruder est nommé délégué national pour la Suisse au sein de l'Association typographique internationale (ATypI).
En 1961, Ruder rejoint la commission fédérale pour les arts appliqués, prenant la succession de Berthold von Grüningen.
En 1962, Ruder participe à la fondation du International Center for the Typographic Arts (ICTA) en français : « centre international pour les arts typographiques » à New York.

### Direction de l'Allgemeine Gewerbeschule
En 1965, à la suite du départ à la retraite de Berthold von Grüningen, Ruder est nommé directeur de l'établissement. Atteint d'une grave maladie, il doit délaisser progressivement ses fonctions. Il décède le 13 mars 1970, à l'âge de 55 ans. Son successeur dans l'enseignement de typographie sera Wolfgang Weingart.

## Style suisse
Le style suisse fut défini par l'utilisation de polices d'écriture sans-serif, et l'emploi d'une grille pour structure, produisant une mise en page asymétrique. Ruder commença à l'enseigner en 1942 à l'AGS. En 1948 Ruder rencontre l'artiste-peintre Armin Hofmann. Ruder et Hoffman commencèrent une longue période de collaboration. Leur enseignement atteignit une réputation internationale au milieu des années 1950. Au milieu des années 1960, leurs cours durent maintenir une longue liste d'attente.

## Publications

### Contributions aux TM (1944-1967)
Ruder était un contributeur et un éditeur du mensuel Typografische Monatsblätter (TM). Sa première contribution est publiée en 1944, il s'agit d'un article présentant des travaux de ses élèves typographes. En 1952 paraît un numéro spécial consacré à l'école de Bâle, pour lequel Ruder conçoit la couverture et plusieurs articles. Il est le créateur des couvertures pour tous les numéros édités en 1961 (série qui débute par un numéro spécial consacré à Univers), puis occasionnellement jusqu'en 1967. 

Couvertures réalisées par Ruder pour le magazine TM-RSI
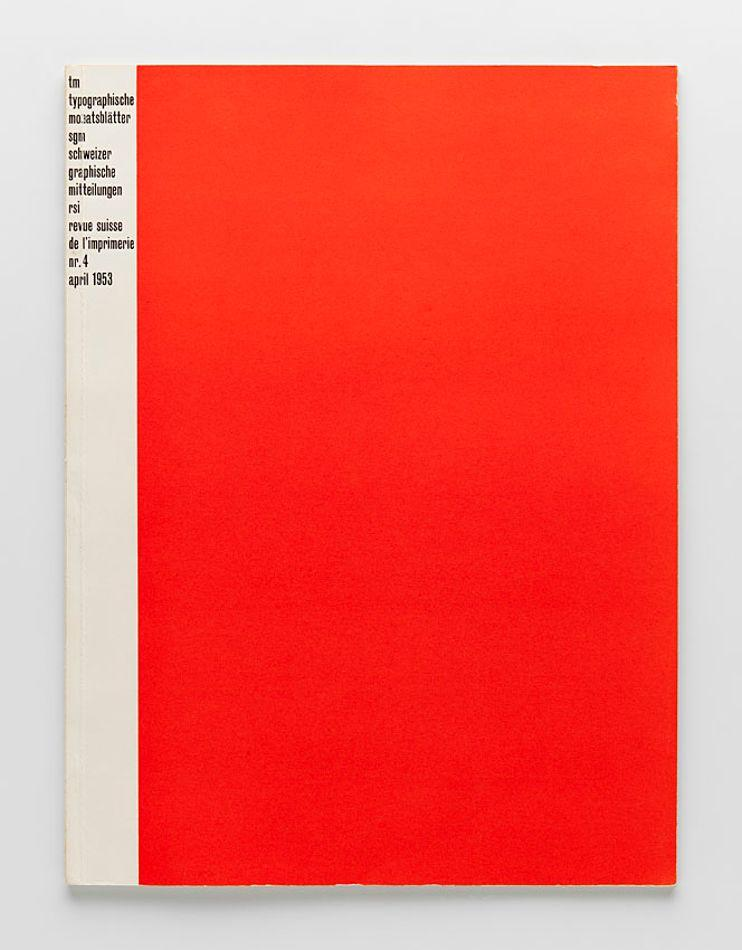
Numéro spécial des TM (avril 1953) dédié à la correction.
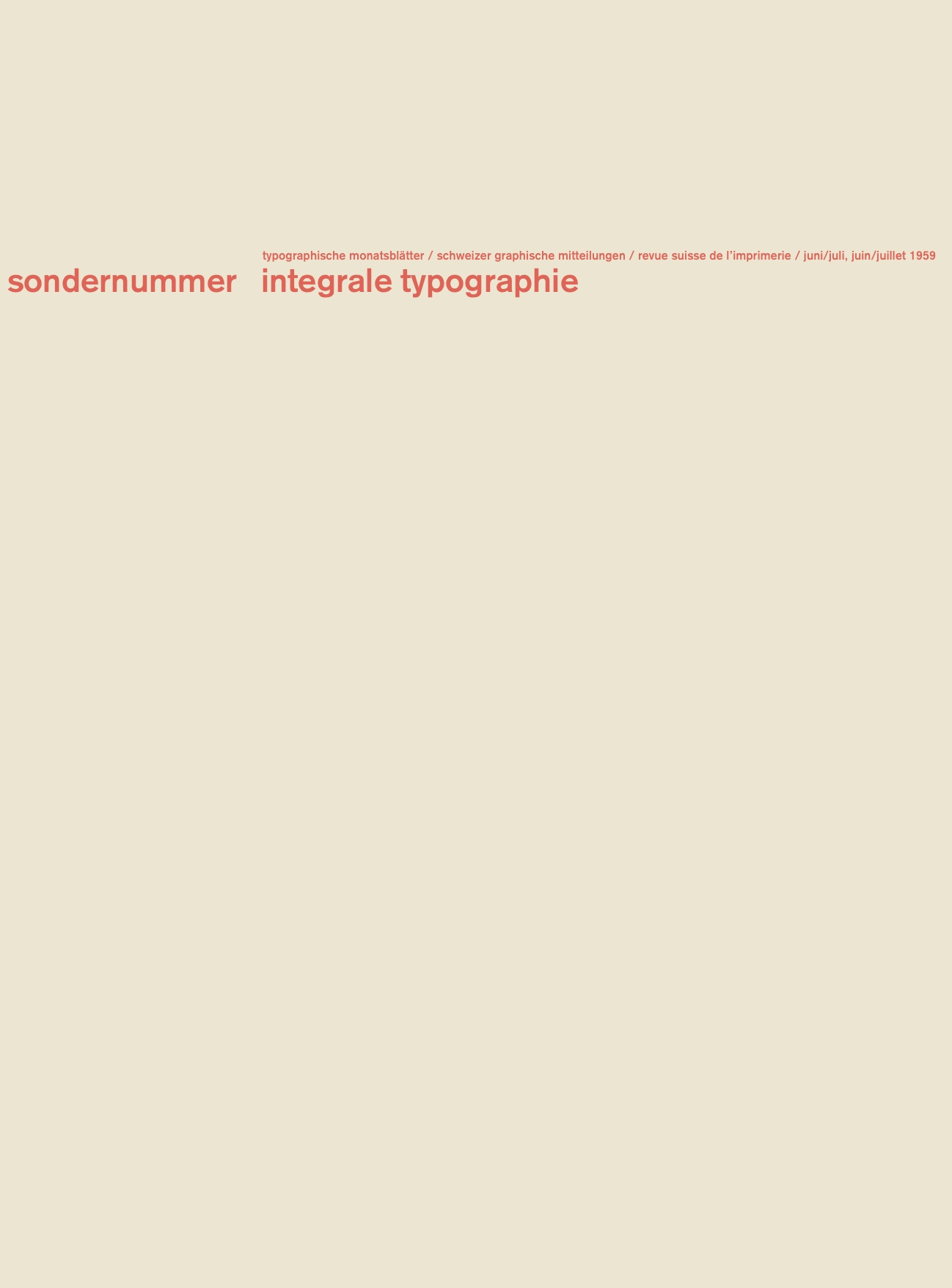
Couverture du numéro de juin-juillet 1959, dédié à la "typographie intégrale" (terme choisi par Karl Gerstner pour désigner l'approche contemporaine du style suisse).
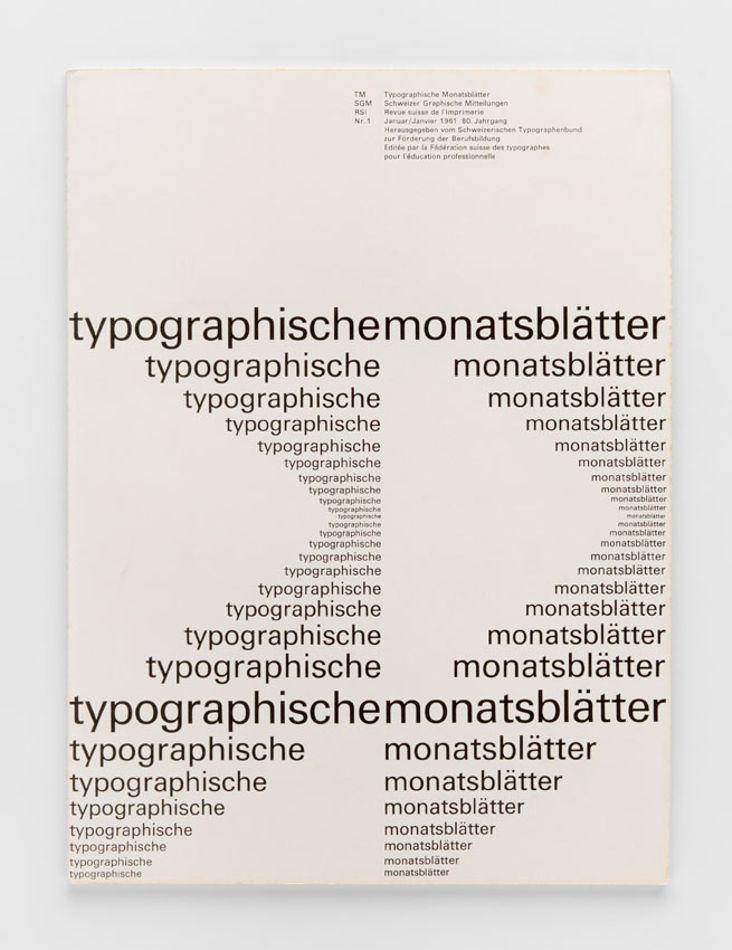
Numéro spécial des TM (janvier 1961), dédié à la fonte Univers.
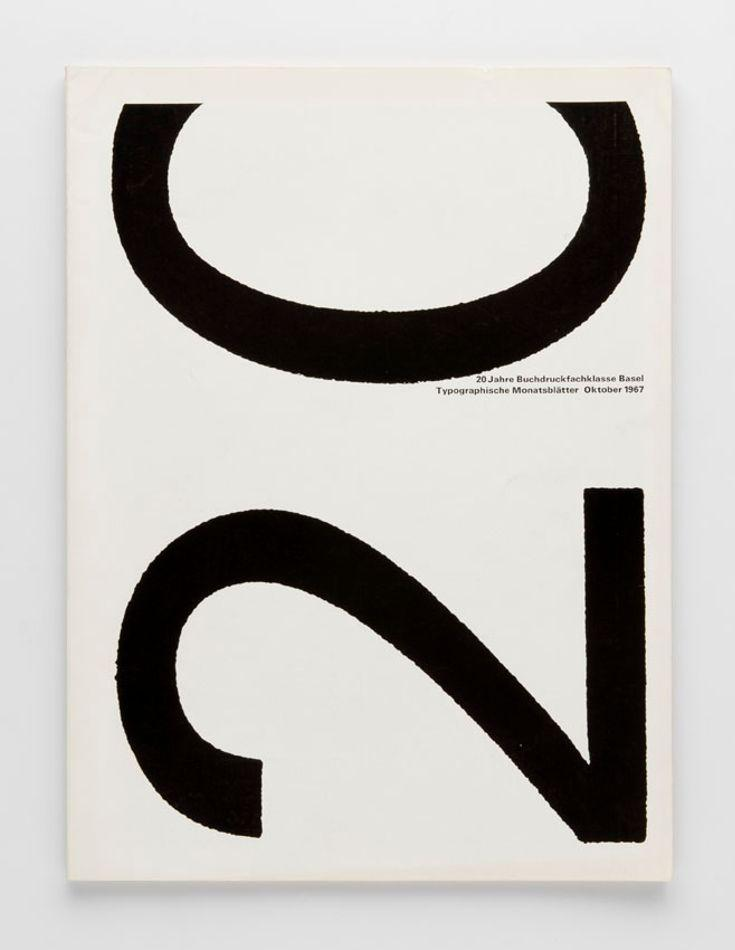
Numéro spécial des TM (octobre 1967), pour les 20 ans de la classe d'imprimerie du livre (Buchdruckfachklasse) fondée par Ruder en 1947.

D'autres revues dans lesquelles Ruder publie des articles sont Graphis, Form und Technik, Der Druckspiegel, et Print. 

### Wesentliches – fondements (1956-1959)
Entre 1957 et 1959, Ruder publie dans TM une série de quatre essais consacrés aux fondements de la pratique typographique.  
- Die Fläche (la surface), dans : TM 3.1957.
- Die Linie (la ligne), dans : TM 1.1958.
- Das Wort (le mot), dans : TM 10.1958.
- Der Rhythmus (le rythme), dans : TM 4.1959.

Ces quatre textes didactiques font l'objet d'un cycle de conférences que Ruder donne entre 1956 et 1959 pour l'association bâloise des compositeurs typographes (Handsetzer-Vereinigung Basel). Après la publication initiale dans TM, le cycle est repris dans la revue allemande Druckspiegel en 1959, dans la revue suédoise Grafisk Revy en 1972. 
Quarante ans plus tard, en 2012, le magazine japonais IDEA publie ces quatre essais en traduction anglaise et japonaise. En 2013, ils sont regroupés sous forme de livre par l'éditeur Seibundo Shinkosha.

### Typographie – Typography (1967)

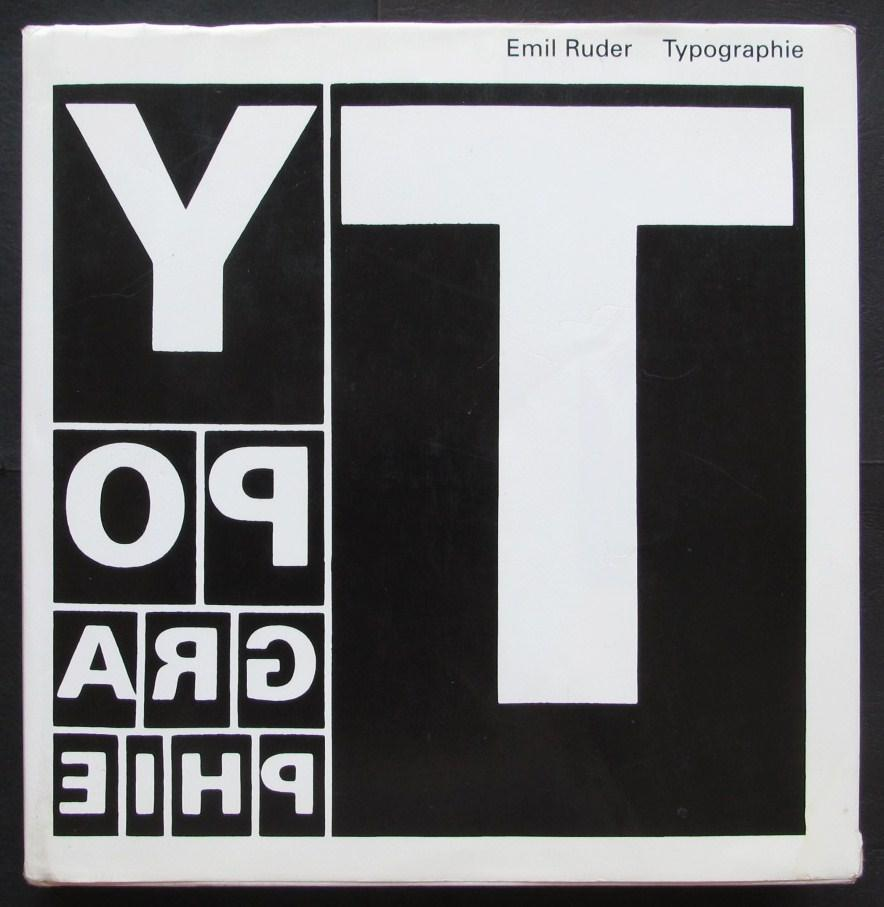
Couverture du livre “Typographie”

En 1967, Ruder publie un ouvragé intitulé "Typographie", une grammaire basique de la typographie, qui représente la synthèse de ses 25 années d'enseignement. Le texte allemand est accompagné de traductions en anglais et français (dans le même volume). L'éditeur est Arthur Niggli, qui a publié deux ans auparavant le Manuel de création graphique d'Armin Hofmann. La fonte typographique utilisée est Univers, dans la version Monotype 55. 
Le livre popularise et propage le style suisse, et devient un texte de base pour les programmes de graphisme et de typographie en Europe et en Amérique du Nord. Il sera traduit en neuf langues, et édité dans six pays. 
À partir de 1981 sont publiées des éditions "dénaturées", dont la pagination est réduite de 274 à 220 pages. Ces éditions "bâtardes" (selon les termes de Helmut Schmid) paraissent aux États-Unis (1981), en Espagne (1983), en Suisse (6e édition en 1996) et en Corée (2001).  
En 2001, l'éditeur Niggli, alors sous la direction de Viktor Heer, publie une 7e édition restaurée et fidèle à l'original. Mis en page sous le logiciel QuarkXPress, cette édition suit la typographie originale en Univers Monotype. 

### Livres d'Emil Ruder
- Farbenlehre für Buchdrucker, AGS Druck, 1948. Manuel sur la théorie des couleurs, édité par l'AGS[4].
- Kleine Stillehre der Moderne, AGS Druck, 1954. Livret de 20 pages présentant une histoire des styles visuels à travers les époques, édité par l'AGS.
- Typographie – Typography, A. Niggli, Teufen, 1967.
- Fundamentals, Seibundo Shinkosha, Japon, 2013.

### Livres graphiquement conçus par Emil Ruder
- Ein Tag mit Ronchamp, photos de Paul et Esther Merkle, Johannes Verlag, Einsiedeln, 1958. Livre d'architecture rassemblant des photos de la chapelle de Ronchamp conçue par Le Corbusier.
- Gärten Menschen Spiele, photos de Paul et Esther Merkle, mise en page par Emil Ruder et Armin Hofmann. Pharos Verlag, Bâle, 1960.
- Brigitte Meng, Spürst du die Schatten?, Pharos Verlag, Bâle, 1965. Recueil de poèmes.
- Véronique Filozof, La danse macabre/Der Totentanz, Pharos Verlag Basel, 1976, 500 exemplaires numérotés et signés par l'auteure.

### Articles d'Emil Ruder
Entre 1944 et 1970, Ruder publie plus de 50 articles dans des revues professionnelles, dont les Typographische Monatsblätter (TM), Schweizer Graphische Mitteilungen (SGM), Werk (publication du Werkbund), Graphis et Neue Graphik.
- Typographie aus den Fachklassen für Schriftsatz, 16 pages de travaux de la classe de composition typographique, dans : TM, 10.1944.
- Gesetzte elementare Ornamente, 16 pages sur l'utilisation d'ornements géométriques dans l'impression, dans : TM, 3.1947.
- Durchgestaltung von Drucksachen, dans : TM, 11/12.1948.
- Kleine Stilkunde, 10 pages présentant une "brève histoire du style", dans : TM, 1.1950.
- Von Teetrinken, Typographie, Symmetrie und Asymmetrie, dans : TM 1.1952. Dans ce texte, Ruder établit des correspondances entre sa philosophie et Le Livre du thé de Okakura Kakuzō[10].
- Univers, eine Grotesk von Adrian Frutiger, dans : TM 5.1955.
- Zur Typographie der Gegenwart, dans : TM 6/7.1959 (réplique à Jan Tschichold, défense du style typographique contemporain).
- Ordnende Typographie, dans : Graphis n° 85, 1959.
- Die Univers in der Typographie, dans : TM, 1.1961 (numéro spécial sur la fonte Univers).
- Experimentelle Typographie, dans : TM, 8/9.1964 (numéro spécial sur la formation des typographes).

### Ouvrages consacrés à Emil Ruder

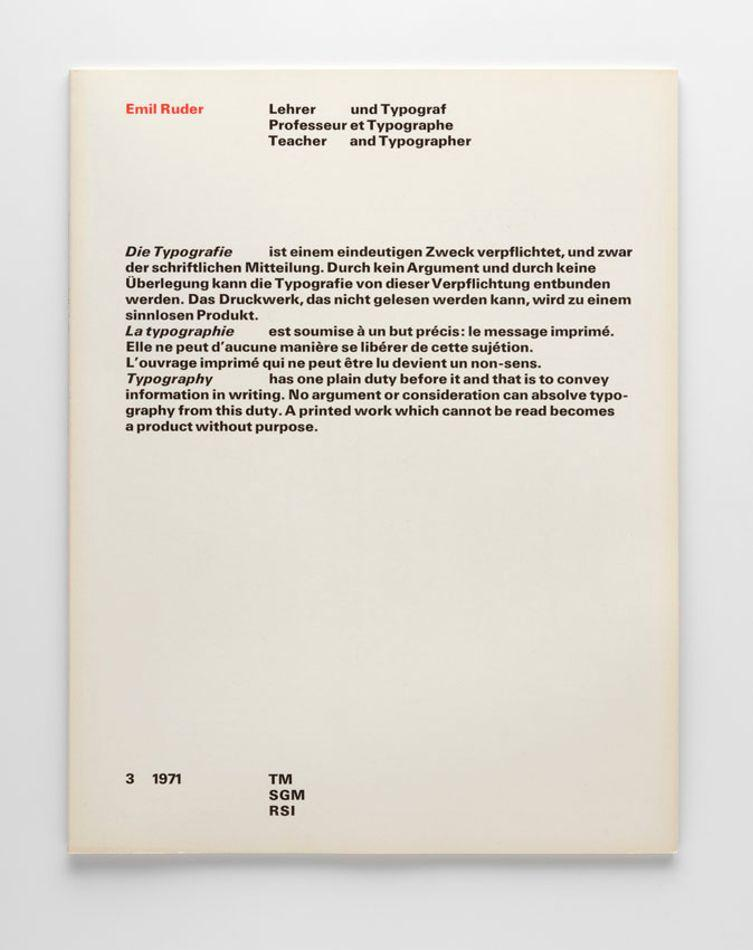
TM-RSI 3/1971, numéro spécial consacré à Emil Ruder. Graphisme de couverture par Robert Büchler.

- TM 3.1971, numéro spécial consacré à Emil Ruder.
- Der Weg nach Basel / The road to Basel / Basel e no michi : Typographic reflections by students of the typographer and teacher Emil Ruder. édité par Helmut Schmid, Robundo, Tokyo, 1997.
- Ruder Typography – Ruder Philosophy, numéro spécial de la revue de design japonaise IDEA (n° 333) paru en 2009, édité par Helmut Schmid[11]. Contient des textes en anglais et japonais. Réédition en 2017 par Lars Müller Publishers, Zurich (ISBN 978-3-03778-541-6).
- TM 4.2014, dossier consacré à Emil Ruder, pour le centenaire de sa naissance. Il s'agit de l'ultime numéro des TM-RSI.